# 农业农村部渔业渔政管理局
农业农村部渔业渔政管理局是中华人民共和国农业农村部主管渔业行政管理、渔政执法、渔港监督的正司局级内设机构，位于北京市朝阳区农展南里11号。农业农村部渔业渔政管理局代表中华人民共和国行使渔政渔港和渔船检验监督管理权，是国务院渔政主管部门。

## 历史
2000年5月17日，经中央机构编制委员会办公室批准，中国渔政指挥中心正式成立，农业部渔业局（中华人民共和国渔政渔港监督管理局）局长兼任中国渔政指挥中心主任以顺应新国际海洋管理制度建立和国内渔业统一执法工作需要，是专门设立的国家级渔业执法指挥协调机构。中国渔政指挥中心统一指导与协调中国三个海区渔政局和三个流域委员会的渔政事务，县级以上地方渔政管理机构实施具体的渔政执法体系。
2008年10月23日，经中华人民共和国国务院批准，农业部渔业局（中华人民共和国渔政渔港监督管理局）更名为农业部渔业局（中华人民共和国渔政局）。农业部黄渤海区渔政渔港监督管理局（中华人民共和国黄渤海区渔政渔港监督管理局）更名为农业部黄渤海区渔政局（中华人民共和国黄渤海区渔政局）、农业部东海区渔政渔港监督管理局（中华人民共和国东海区渔政渔港监督管理局）更名为农业部东海区渔政局（中华人民共和国东海区渔政局）、农业部南海区渔政渔港监督管理局（中华人民共和国南海区渔政渔港监督管理局）更名为农业部南海区渔政局（中华人民共和国南海区渔政局）。
2013年，根据《中央编办关于农业部有关职责和机构编制调整的通知》（中央编办发〔2013〕132号）和《农业部关于机关有关司局加挂牌子及更名的通知》（农人发〔2013〕9号）要求，农业部渔业局（中华人民共和国渔政局）更名为农业部渔业渔政管理局。2014年1月20日，农业部办公厅印发《关于我部渔业局更名及启用新印章的通知》，正式启用“农业部渔业渔政管理局”名称和印章，原“农业部渔业局”和“中华人民共和国渔政局”名称和印章不再使用。

## 职责
根据有关规定，农业农村部渔业渔政管理局承担下列职能：
1. 负责渔业行业管理和职责范围内的渔政管理。
2. 拟订渔业发展和渔政管理战略、政策、规划、计划并指导实施；起草有关法律、法规、规章并监督实施。
3. 编制渔业渔政基本建设规划，提出项目安排建议并组织实施；编制渔业渔政财政专项规划，提出部门预算和专项转移支付安排建议，并组织或指导实施。
4. 负责渔业渔政统计工作；负责渔业行业生产、水生动植物疫情、渔业灾情等信息监测、汇总和分析，参与水产品供求信息、价格信息的收集分析工作，承担渔业渔政信息系统建设和管理工作。
5. 指导渔业产业结构和布局调整；承担促进休闲渔业发展的相关工作；指导渔业标准化生产，拟订渔业有关标准和技术规范并组织实施。
6. 提出渔业科研、技术推广项目建议，承担重大科研、推广项目遴选及组织实施工作；指导水产技术推广体系改革与建设。
7. 组织实施水产养殖证制度；负责水产苗种管理，组织水产新品种审定；指导水产健康养殖，承担水生动物防疫检疫相关工作，组织水生动植物病害防控，承担水产养殖污染防控工作，监督管理水产养殖用兽药及其它投入品的使用，参与水产品质检体系建设和管理。
8. 组织实施渔业捕捞许可制度，负责渔船、渔机、渔具监督管理，组织渔船装备更新改造；指导协调港澳流动渔船管理工作。
9. 负责远洋渔业管理工作，拟订远洋渔业管理制度措施并组织实施。
10. 指导水产品加工流通，参与品牌培育和市场体系建设，提出水产品国际贸易政策建议。
11. 负责渔业资源、水产种质资源、水生野生动植物和水生生物湿地的保护管理和开发利用，拟订休渔禁渔制度，指导监督水生生物资源增殖；组织协调各类水生生物保护区的划定、建设和管理工作，负责水生野生动植物捕捉和驯养繁殖许可及进出口管理。
12. 负责职责范围内的渔业水域生态环境保护工作，组织和监督重大渔业污染事故调查处理，组织重要涉渔工程环境影响评价和生态补偿；指导渔业节能减排工作。
13. 组织开展国际渔业合作交流；承担或参与政府间双边或多边渔业协定、协议、有关国际条约的谈判和履约工作，协调有关国际渔业组织和机构的交流与合作事务。
14. 指挥协调全国渔业行政统一综合执法行动，指导全国渔业行政执法队伍建设，负责渔业行政执法监督。
15. 承担职责范围内的维护国家渔业权益工作，行使渔政渔港和渔船检验监督管理权；负责渔港、渔业航标、渔业船员、渔业电信的监督管理。
16. 指导渔业安全生产。承担职责范围内的渔业应急处置工作，依法组织或参与调查处理渔港水域和内陆、边境水域的重大渔业安全生产事故；配合有关部门参与处理重大渔事纠纷和涉外渔业事件；负责渔业防灾减灾工作，提出渔业救灾计划及资金安排建议；指导渔业紧急救灾和灾后生产恢复。

## 机构设置
根据有关规定，农业农村部渔业渔政管理局设置下列机构（除注明外均为正处级）：

### 内设机构
- 综合处
- 政策法规处
- 计划财务处
- 科技与质量监管处
- 渔船渔具管理处
- 养殖处
- 远洋渔业处
- 国际合作与周边处
- 渔情监测与市场加工处
- 资源环保处（水生野生动植物保护处）
- 渔政处
- 安全监管与应急处（渔港监督处）

### 管理的事业单位
- 农业部黄渤海区渔政局（中华人民共和国黄渤海区渔政局）（正厅级）
- 农业部东海区渔政局（中华人民共和国东海区渔政局）（正厅级）
- 农业部南海区渔政局（中华人民共和国南海区渔政局）（正厅级）